# Herman Vos (1889-1952)
Herman Vos (Antwerpen, 30 maart 1889 - 12 mei 1952) was een Belgisch Vlaams-nationalistisch en socialistisch politicus.

## Levensloop
Vos groeide op in een arm gezin, maar kreeg de kans om aan het Antwerps Atheneum te studeren. Tijdens zijn studies was hij lid van de Vlaamsche Bond en zetelde hij in de redactie van De Goedendag, het overkoepeld blad van alle Vlaamsgezinde studentenverenigingen. In 1908 ging hij geschiedenis studeren aan de Rijksuniversiteit Gent, maar deze opleiding mislukte. Vos werd vervolgens ambtenaar bij het Antwerps Gemeentelijk Bureau voor Statistiek en combineerde dit met studies sociologie aan het Institut Solvay in Brussel.
Tijdens de Eerste Wereldoorlog was hij bediende bij het gemeentelijk Antwerps bureau dat de contacten met de Duitse bezetter moest verzekeren. Ook werd hij in 1917 namens het Nationaal Vlaamsch Studentenverbond lid van de Raad van Vlaanderen. Nadat deze raad op 22 december 1917 de onafhankelijkheid van Vlaanderen uitriep, nam Vos in januari 1918 ontslag. Wel bleef hij het activisme steunen.
In november 1918 werd Vos opgesloten in de gevangenis en veroordeeld tot drie jaar hechtenis. In de gevangenis stelde hij in 1920 het manifest op voor het Vlaamsgezinde tijdschrift Ruimte en besloot hij politiek actief te worden.
Nadat hij in 1920 vervroegd vrijkwam, werd hij de hoofdredacteur van de nationalistische bladen De Ploeg (1920-1925), Het Vaderland (1926-1932) en De Schelde (1928-1933). Ook werd hij secretaris van de Frontpartij-afdeling van Antwerpen. Van 1925 tot 1932 was hij namens het arrondissement Antwerpen lid van de Kamer van volksvertegenwoordigers en was er voorzitter van de Vlaams-nationale Kamergroep. In december 1928 was hij de architect van de Borms-verkiezing en maakte er in feite een referendum voor amnestie van.
Nadat hij in 1932 niet meer herkozen werd als parlementslid, was hij in 1933 betrokken bij de onderhandelingen tot de oprichting van het VNV. De democratischgezinde en vrijzinnige Herman Vos trad echter niet toe tot de partij en stapte over naar de socialistische BWP. Hij leidde er het Bureau voor Sociaal Onderzoek en werd er in 1935 nauw betrokken bij de uitwerking van het Plan van de Arbeid. Ook werd hij redacteur bij het dagblad Vooruit, de Volksgazet en het blad Leiding rond de figuur van Hendrik De Man. 
Voor de BWP zetelde hij van 1936 tot aan zijn overlijden in 1952 in de Belgische Senaat: van 1936 tot 1946 als provinciaal senator voor Antwerpen en van 1946 tot 1952 als rechtstreeks gekozen senator voor het arrondissement Antwerpen. Tijdens de Tweede Wereldoorlog was hij lid van de ondergrondse BWP en van het Politiek Comité van de Weerstand dat de Belgische regering in ballingschap van informatie voorzag. Hierdoor maakte hij in feite deel uit van het verzet.
Na de oorlog volgde hij een ministeriële loopbaan: van 1944 tot 1946 was hij minister van Openbare Werken en van 1946 tot 1947 van Openbaar Onderwijs. Van 1950 tot 1951 was hij Belgisch afgevaardigde bij de Verenigde Naties. Ook werkte hij mee aan de activiteiten van het Centrum Harmel.
Hij overleed op 12 mei 1952 na een slepende ziekte en werd begraven op het Antwerpse Schoonselhof.

## Publicaties
- Vos schreef talrijke artikels in onder meer De Schelde, Dietsche Warande en Belfort, Volksgazet, Vooruit.